# Autoroute A13 (Pays-Bas)
Pour les articles homonymes, voir A13.
L'autoroute néerlandaise A13 (en néerlandais Rijksweg 13) relie La Haye et Rotterdam. Elle est longue de 17 km. Aux heures de pointe, le nombre de véhicules s'élève à 6 000 véhicules par heure par sens de circulation.
Entre l'échangeur Kleinpolderplein et la sortie de Berkel en Rodenrijs, la vitesse maximale a été réduite à 80 km/h, afin de préserver le quartier d'Overschie des nuisances sonores et de la pollution d'air. Sur le reste de l'autoroute, la vitesse maximale est réduite à 100 km/h depuis novembre 2005